# Северо-Западная улица (Барнаул)
Се́веро-За́падная у́лица — одна из центральных улиц Барнаула.
Улица проходит по 2-м районам города — Железнодорожному, Октябрьскому, от промышленной зоны на севере города до улицы Советской Армии в центре. В районе Юбилейного парка улица делает излом и меняет своё направление с юго-западного на южное. Протяженность — 5,5 км. Ширина — от 10 до 20 метров. Трамвайные пути проложены от проспекта Калинина до ул. А. Петрова.

## История
Своё официальное название улица получила лишь в начале 1960-х годов, когда «хрущевками» стали застраиваться окружающие её кварталы. А во время Великой Отечественной войны и в послевоенные годы район улицы Северо-Западной находился на северо-западной границе города — отсюда произошло и её название. 
На улице были размещены бараки женской тюрьмы и швейная фабрика «Динамо», а также казармы японских военнопленных, работавших на стройках города. Жилой сектор представлен частными одноэтажными домами, которые сохранились до сих пор.
Улица пересекает одну из рек города — Пивоварку, а на карте города 1950-х годов, указано, что в месте пересечения улиц 80-й Гвардейской дивизии и Северо-Западной брал своё начало небольшой приток Пивоварки, который исчез после прокладки улицы.